# Villanueva de las Torres
Villanueva de les Torres és un municipi de la província de Granada, amb una superfície de 66,50 km², una població de 786 habitants (2004) i una densitat de població d'11,82 hab/km².